# Аменхотеп, сын Хапу
Аменхоте́п, сын Хапу (ег. Jmn-ḥtp sꜣ ḥꜣp.w) (ок. 1460—1357 до н. э.) — древнеегипетский сановник эпохи Нового царства, выдающийся архитектор и писец, достигший вершин чиновной карьеры при фараоне Аменхотепе III и обожествлённый после смерти.
В конце XVIII династии жили в том числе и вельможи с похожими именами: Аменхотеп Хеви и Аменхотеп-Хуи.

## Биография
Аменхотеп родился в нижнеегипетском городе Атрибисе во время правления царя Тутмоса III (1458—1425 годы до н. э.) в семье Хапу и его жены Иту. Иту после смерти была обожествлена и её почитали, как богиню счёта и письменности Сешат. Аменхотеп, сын Хапу может приходиться родственником визиря Ра-мосе.
Карьера Аменхотепа началась в родном городе, где он был писцом и затем занял должность верховного жреца местной ипостаси Хора Хенти-Ирти. Считается приверженцем культа бога мудрости Тота; писцу вменялось авторство книг по магии.
При Аменхотепе III (1388—1351 гг. до н. э.) переселился в Фивы. В первые годы правления фараона привлёк его внимание выдающимися познаниями и получил пост «Придворного писца фараона», затем — «Верховного писца рекрутских наборов». В числе его функций были также другие аспекты администрирования и охраны границ. Являлся ближайшим советником фараона и «наставником царской дочери и царской супруги» Ситамон.
Носил титулы «начальник всех работ царя» и «царский уполномоченный» в Карнаке, то есть был главным архитектором. Известные постройки:
- Луксорский храм (построен совместно с братьями Гори и Сути, которые также были архитекторами);
- Центральная колоннада главного зала-гипостиля Карнакского храма;
- Поминальный храм Аменхотепа III в Ком эль-Хетан (самое большое сооружение в Западных Фивах, от которого сохранились так называемые «колоссы Мемнона»)[5];
- Храмы в Седеинге и Солебе[англ.] (был главным управителем работ царя в Нубии);
- Известен также тем, что полностью перестроил храм богини Мут в Карнаке;

Он стоял за организацией праздника хеб-сед — «юбилея» 30‑го года правления стареющего Аменхотепа III.

Аменхотеп сын Хапу умер предположительно на 34-м году правления Аменхотепа III (ок. 1357 г. до н. э.), достигнув возраста 80 лет.

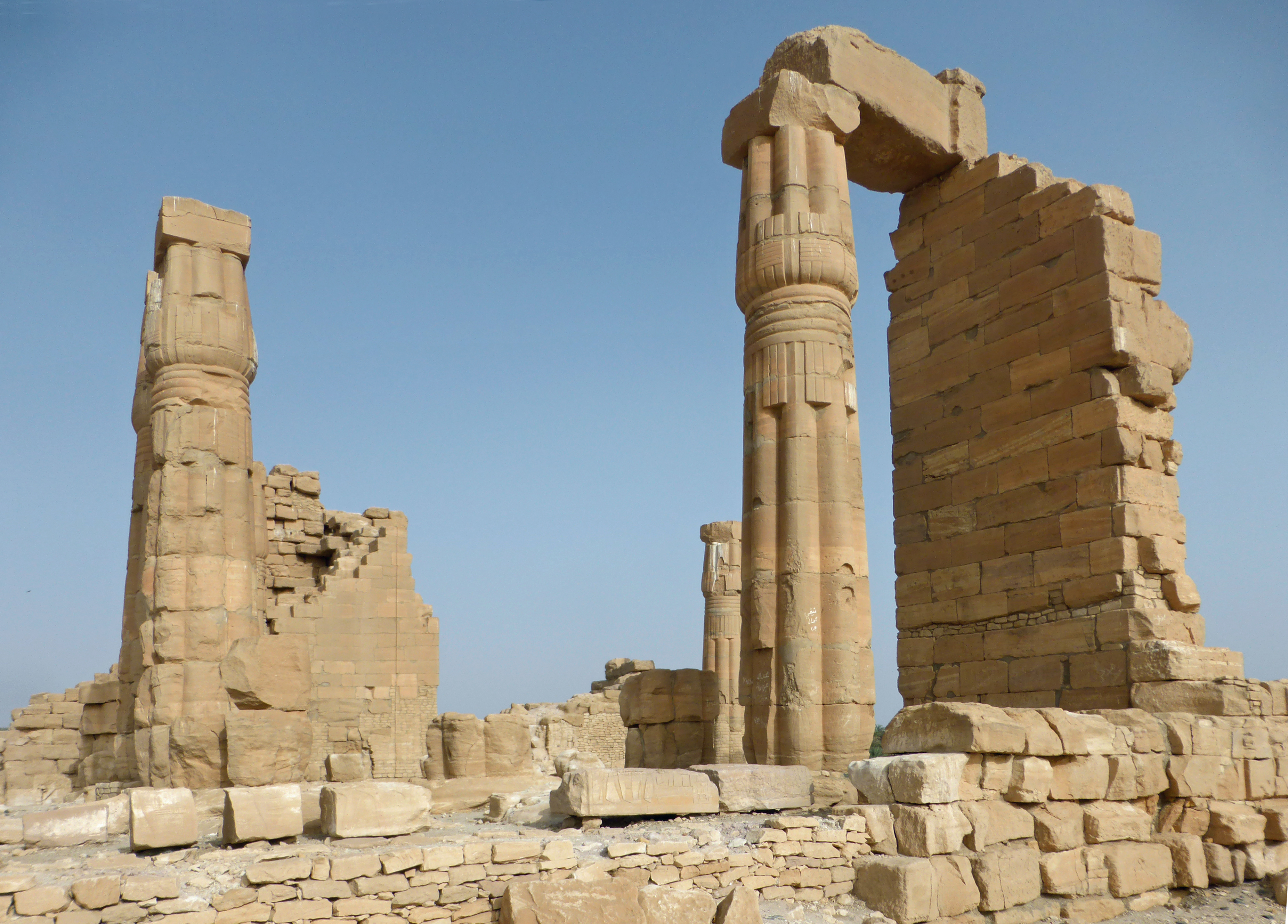
Храм в Солебе[англ.], Судан
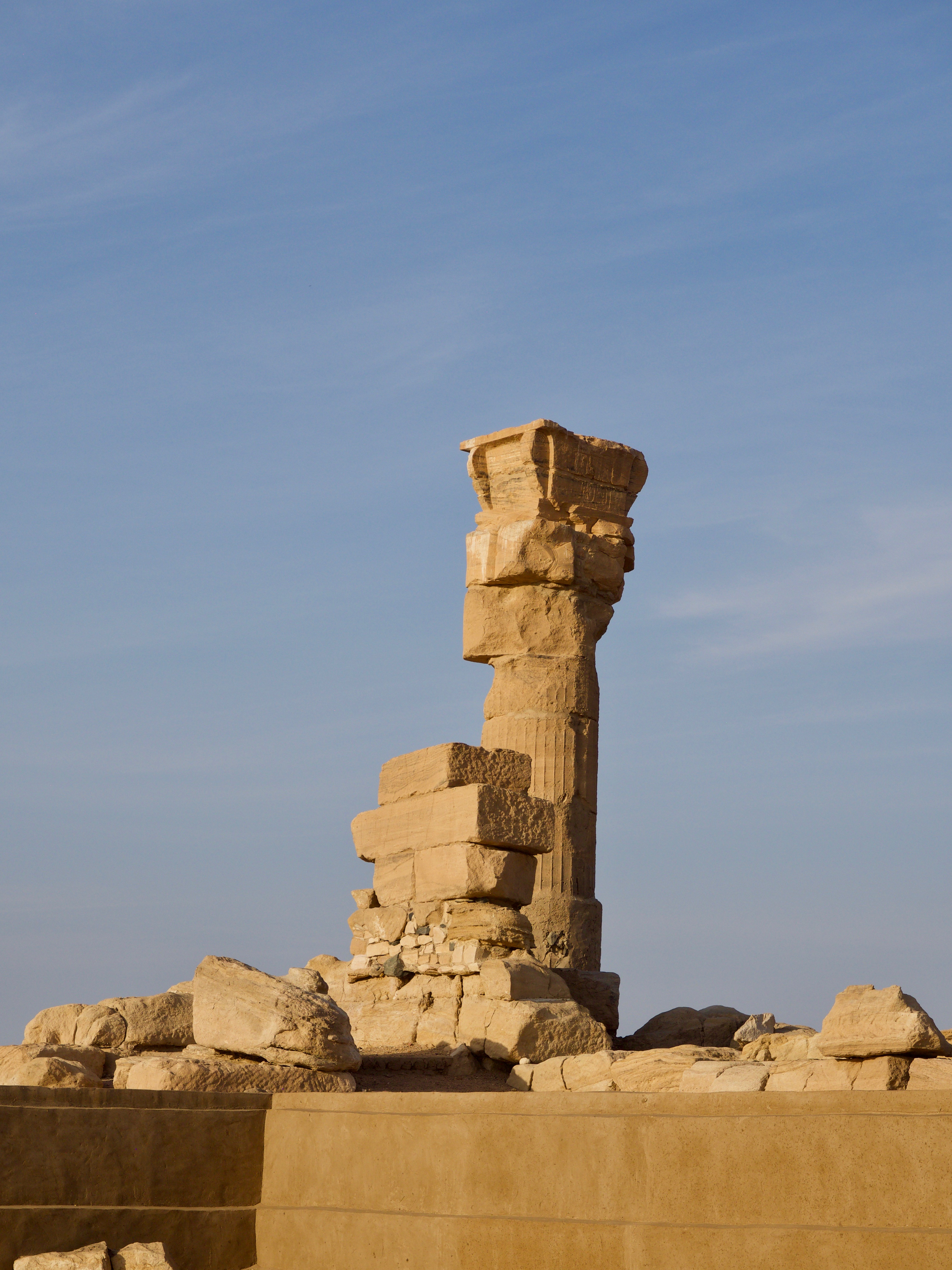
Храм царицы Тии в Седеинге. Судан.
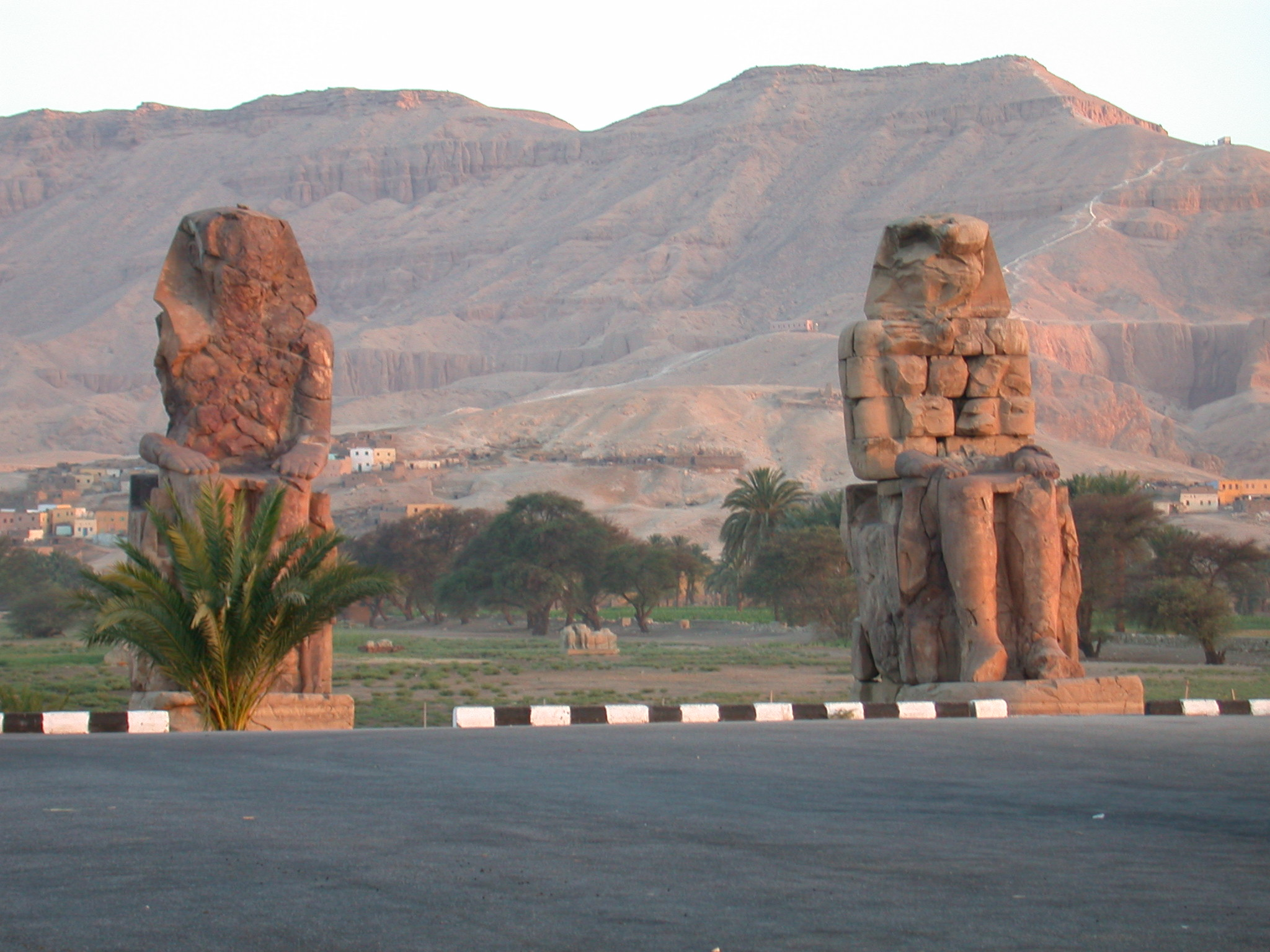
Колоссы Мемнона
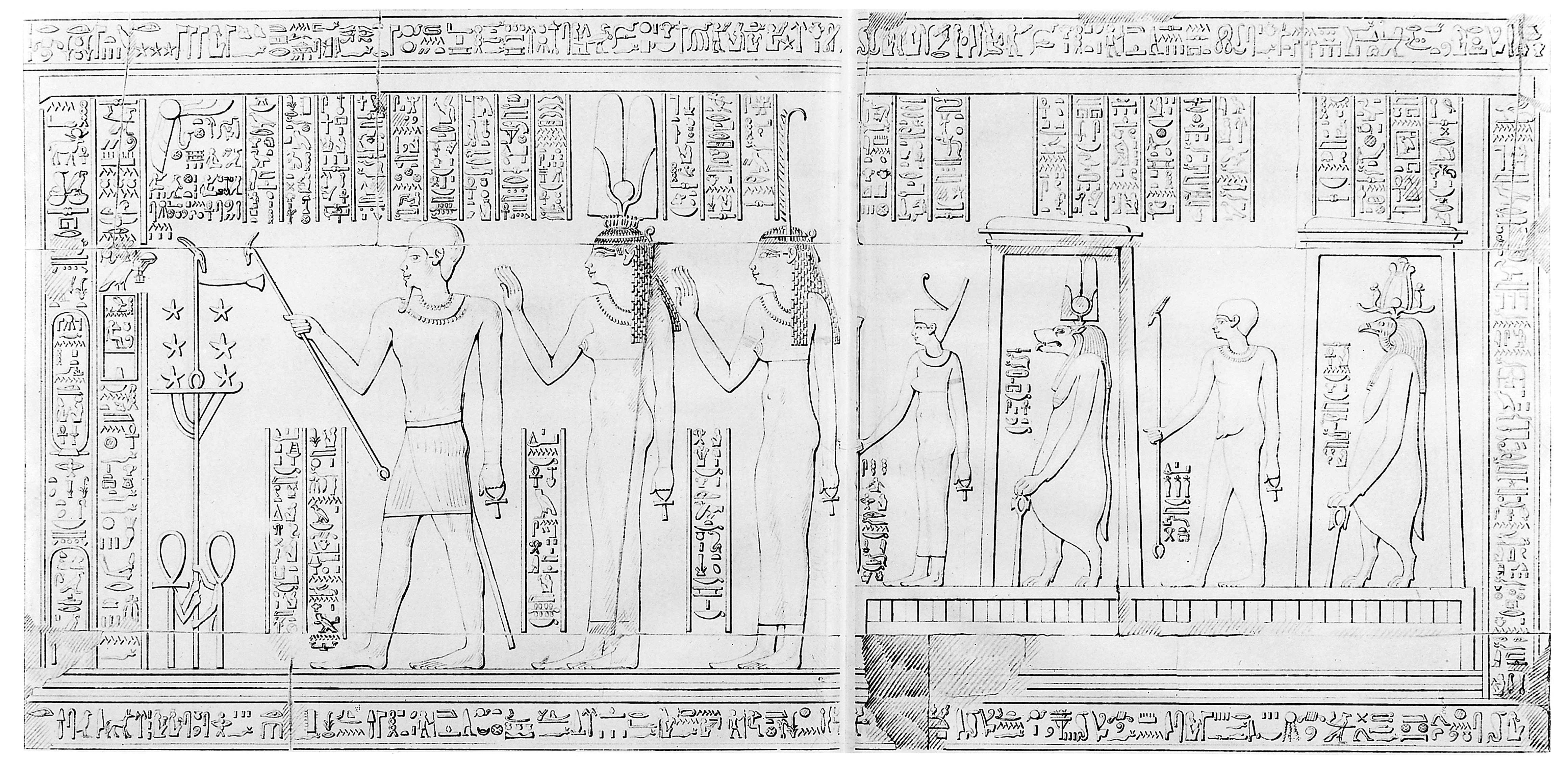
Аменхотеп в сопровождении богинь. Рисунок карандашом с южной стены святилища храма Дейр-эль-Бахри
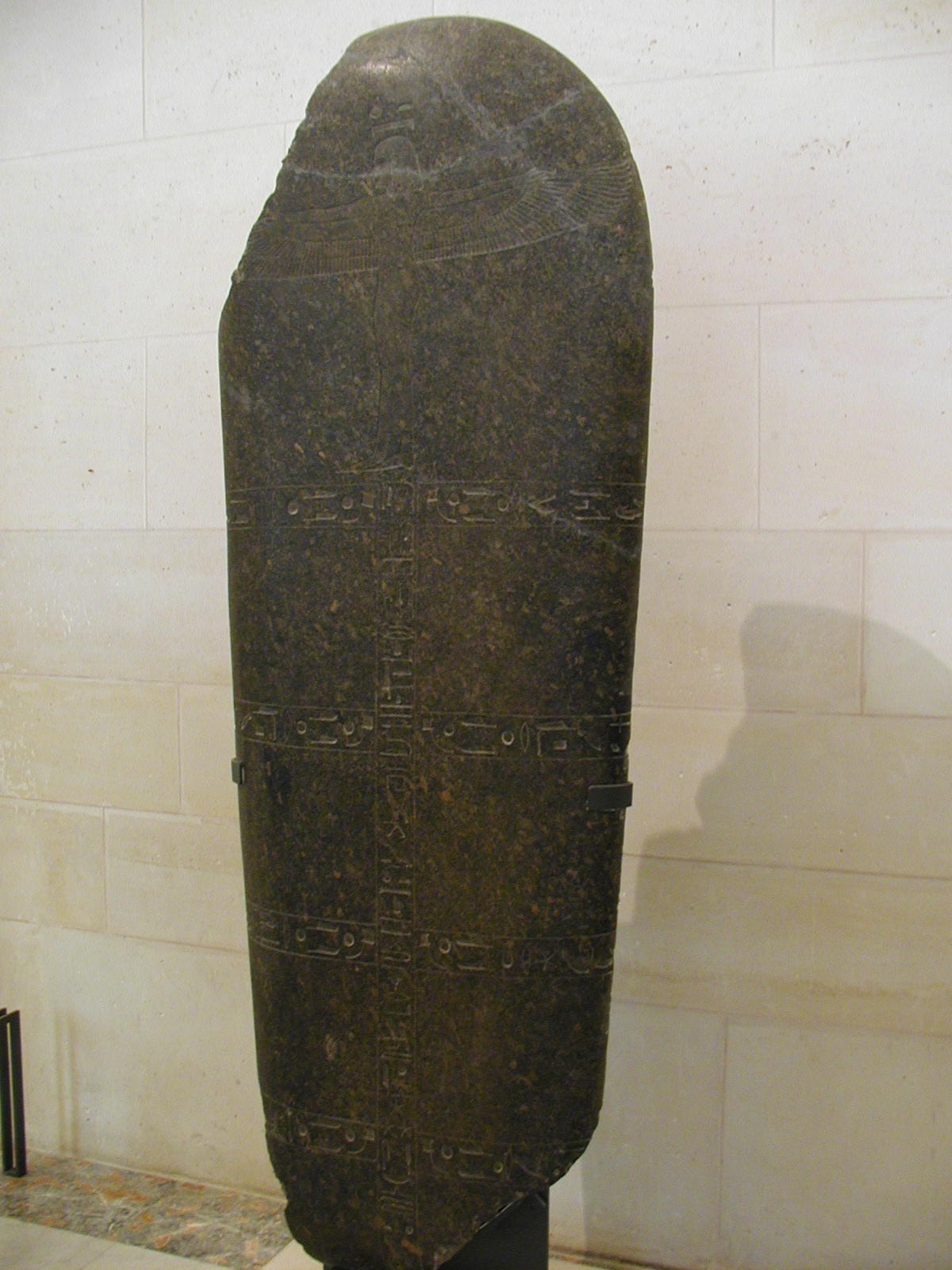
Крышка саркофага Аменхотепа, сына Хапу. Лувр
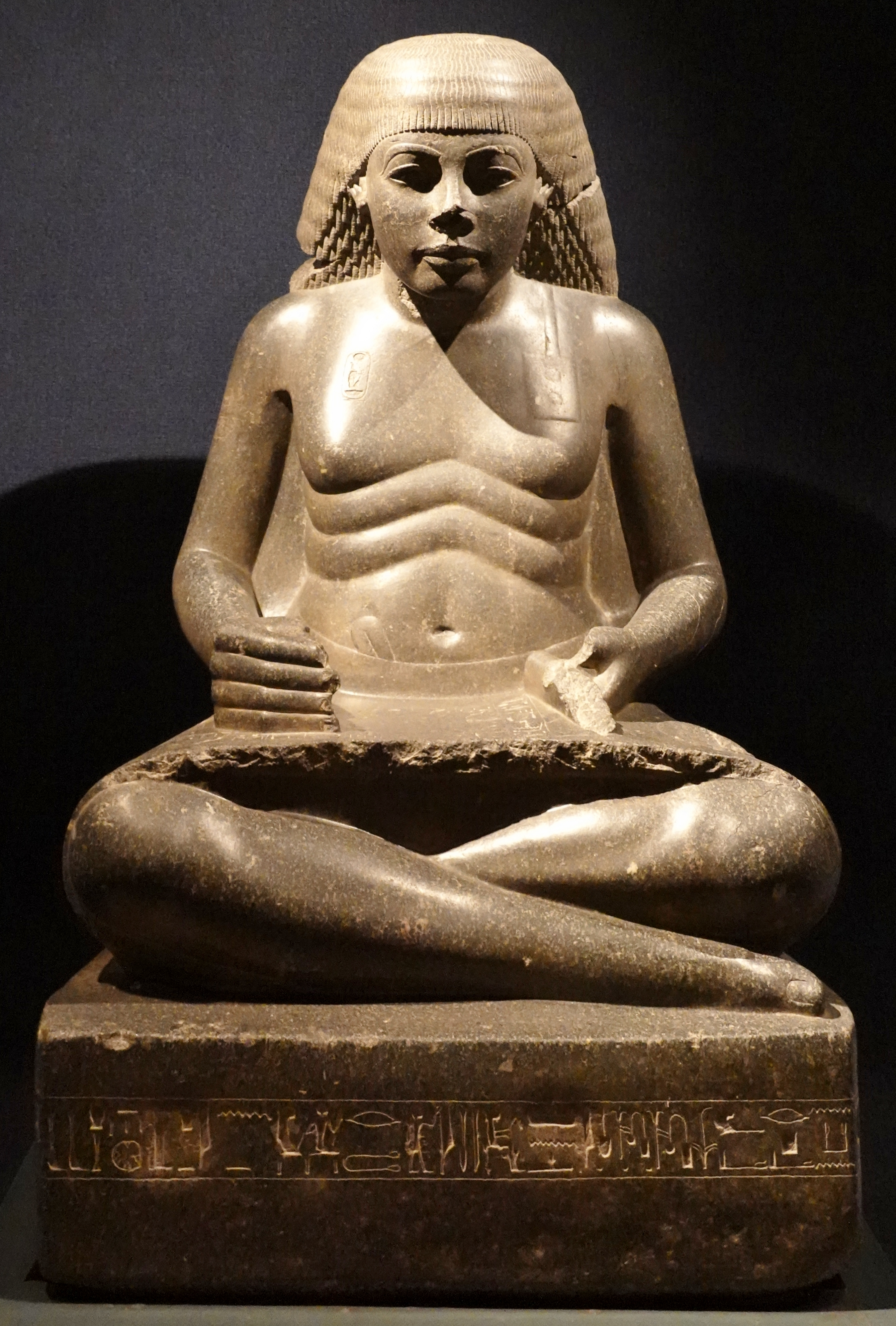
Аменхотеп, сын Хапу. Луксорский музей

## Почитание
Две статуи Аменхотепа, сына Хапу в позе писца найдены с северной стороны 10 пилона в южной части Карнакского храма. Архитектор руководил возведением этого пилона, а также двух колоссов фараона Аменхотепа III в южной части храма. Милостью фараона Аменхотепу, сыну Хапу позволено возводить свои статуи в Карнакском храме, а также выстроить богатую усыпальницу и заупокойный храм на западном берегу Фив царского некрополя. В его неоконченной гробнице сохранились лишь некоторые рисунки.

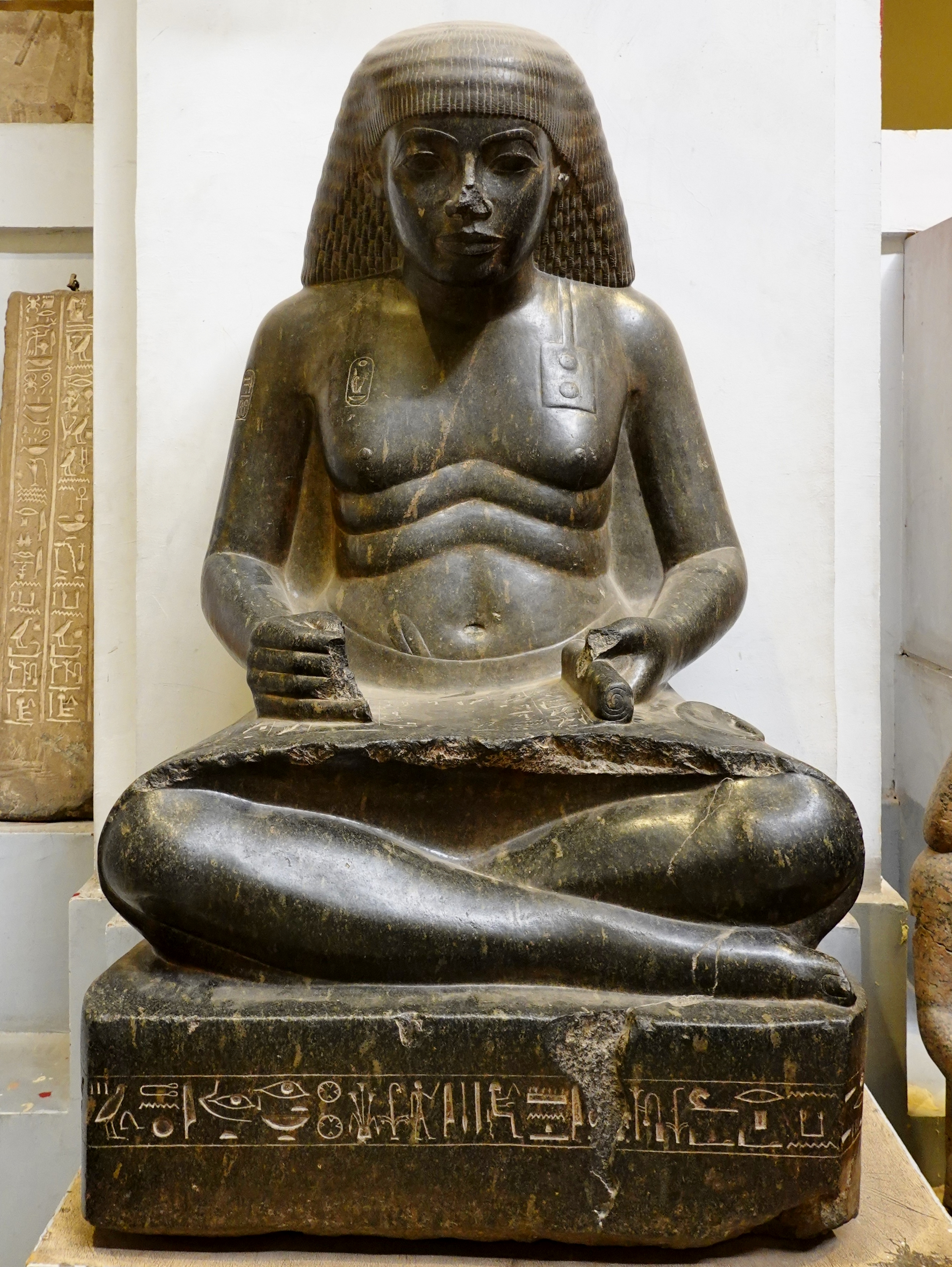
Аменхотеп, сын Хапу. Инв. № JE 44861. Каирский египетский музей, Египет. Скульптура перемещена в музей Хургады.

В эпоху Птолемеев Аменхотеп, сын Хапу почитался богом исцеления, наравне с мудрецом Имхотепом, соотносился с греческим богом медицины Асклепием. В Дейр-эль-Бахри ему выстроили святилище, куда приходили люди, ища исцеления. Имя Аменхотепа, сына Хапу встречается в заупокойном храме Рамсеса III (XX династия), отчего позже арабы назвали местность Мединет-Абу, то есть город Хапу.
Приписываемые Аменхотепу изречения имели хождение ещё в птолемеевский период. Традиция также приписывала ему обретение 167 главы «Книги мёртвых».
Его культ первоначально ограничивался областью Фив, где в его заупокойном храме продолжали поклоняться в течение по крайней мере трех столетий после его смерти, о чём свидетельствует дошедший до нашего времени царский декрет периода XXI династии, и касающийся этого святилища. Затем часовня в его честь была воздвигнута в более раннем храме женщины-фараона Хатшепсут (в Дейр эль-Бахри). Культ «равных богам» мудрецов Имхотепа и Аменхотепа, способных исцелить паломников от физических и душевных недугов, переживал новый всплеск интереса в греко-римское время в храме Хатхор и Маат в Дейр-эль-Медине, а также в храме Тота в Каср эль-Агуз.
Иосиф Флавий, пересказывая фрагмент из сочинения Манефона «Египтика» (др.-греч. Αἰγυπτιακά) «о прокаженных», утверждает что Манефон оставил легендарный отчёт об Аменхотепе как прорицателе и советнике царя по имени Аменофис (речь возможно об Аменхотеп III или Аменхотепе IV), желавшего «воочию узреть богов, подобно тому, как Орус, один из его предшественников на престоле царства, желал того же до него». Что по совету Аменхотепа, предлагавшего «очистить страну» от прокажённых и прочих нечистых людей, фараон собрал 80 тысяч человек и сослал в каменоломни. Мудрец предвидел, что прокажённые вступят в союз с людьми, которые придут к ним на помощь и покорят Египет. Изложив это пророчество в письме царю, он покончил с собой. Рассказ имеет сходство с библейским преданием об исходе израильтян из Египта, но Иосиф Флавий отвергает эту интерпретацию. Рассказ также обладает значительным сходством с «Оракулом горшечника».